# SHR
SHR – spółdzielnia handlowo-rolnicza, w czasach PRL na mapach i w zestawieniach administracyjnych typ osady, podobnie jak PGR (dla odróżnienia od wsi, osady, majątku, leśniczówki itd.).
Skrótem SHR oznaczano także typ PGR-u – stacje hodowli roślin (SHR).
Na przykład osada Lelek, Woźnice SHR.